# John Grey (Ritter)
Sir John Grey (auch John de Grey) († zwischen 1349 und 4. Mai 1350) war ein englischer Ritter.

## Leben
John Grey war der älteste Sohn von Roger Grey, 1. Baron Grey of Ruthin und von dessen Frau Elizabeth Hastings. Während des Hundertjährigen Kriegs gehörte er 1343 einer englischen Gesandtschaft in Frankreich an. 1346 nahm er an der Schlacht von Crecy teil. Nach dem 12. Juni 1335 hatte er Anne Montagu, die vierte Tochter von William Montagu, 3. Baron Montagu und von dessen Frau Katharine Grandison geheiratet. Er starb noch vor seinem Vater. Da seine Ehe kinderlos geblieben war, wurde sein jüngerer Bruder Reynold der Erbe der Besitzungen und des Titels seines Vaters. In seinem Testament stiftete John Grey Luffield Priory in Northamptonshire Landbesitz mit jährlichen Einkünften von £ 10, damit dort täglich eine Messe für das Seelenheil seines Großvaters John Grey, 2. Baron Grey of Wilton und für das der Königsfamilie gelesen wird.